# بيني كروجر
بيني كروجر (بالإنجليزية: Benny Krueger)‏ هو قائد فرقة ‏ وكاتب أغاني أمريكي، ولد في 17 يونيو 1899 في نيوآرك في الولايات المتحدة، وتوفي في 29 أبريل 1967 في أورانج ‏ في الولايات المتحدة.

## وصلات خارجية
- بيني كروجر على موقع IMDb (الإنجليزية)
- بيني كروجر على موقع ميوزك برينز (الإنجليزية)
- بيني كروجر على موقع ميوزك برينز (الإنجليزية)
- بيني كروجر على موقع قاعدة بيانات برودواي على الإنترنت (الإنجليزية)
- بيني كروجر على موقع أول ميوزيك (الإنجليزية)
- بيني كروجر على موقع ديسكوغز (الإنجليزية)
- بيني كروجر على موقع قاعدة بيانات الفيلم (الإنجليزية)